# Насибашевский сельсовет
Насибашевский сельсовет — муниципальное образование в Салаватском районе Башкортостана.
Административный центр — село Насибаш.

## История
Согласно Закону о границах, статусе и административных центрах муниципальных образований в Республике Башкортостан имеет статус сельского поселения.

## Население
| 2002 | 2009  | 2010 | 2012 | 2013 | 2014 | 2015 |
| ---- | ----- | ---- | ---- | ---- | ---- | ---- |
| 1323 | ↘1116 | ↘951 | ↘926 | ↘915 | ↘885 | ↘854 |
| 2016 | 2017  | 2018 |      |      |      |      |
| ↘845 | ↘803  | ↘780 |      |      |      |      |

## Состав сельского поселения
| № | Населённый пункт | Тип населённого пункта       | Население |
| - | ---------------- | ---------------------------- | --------- |
| 1 | Насибаш          | село, административный центр | ↘803      |